# Helheim

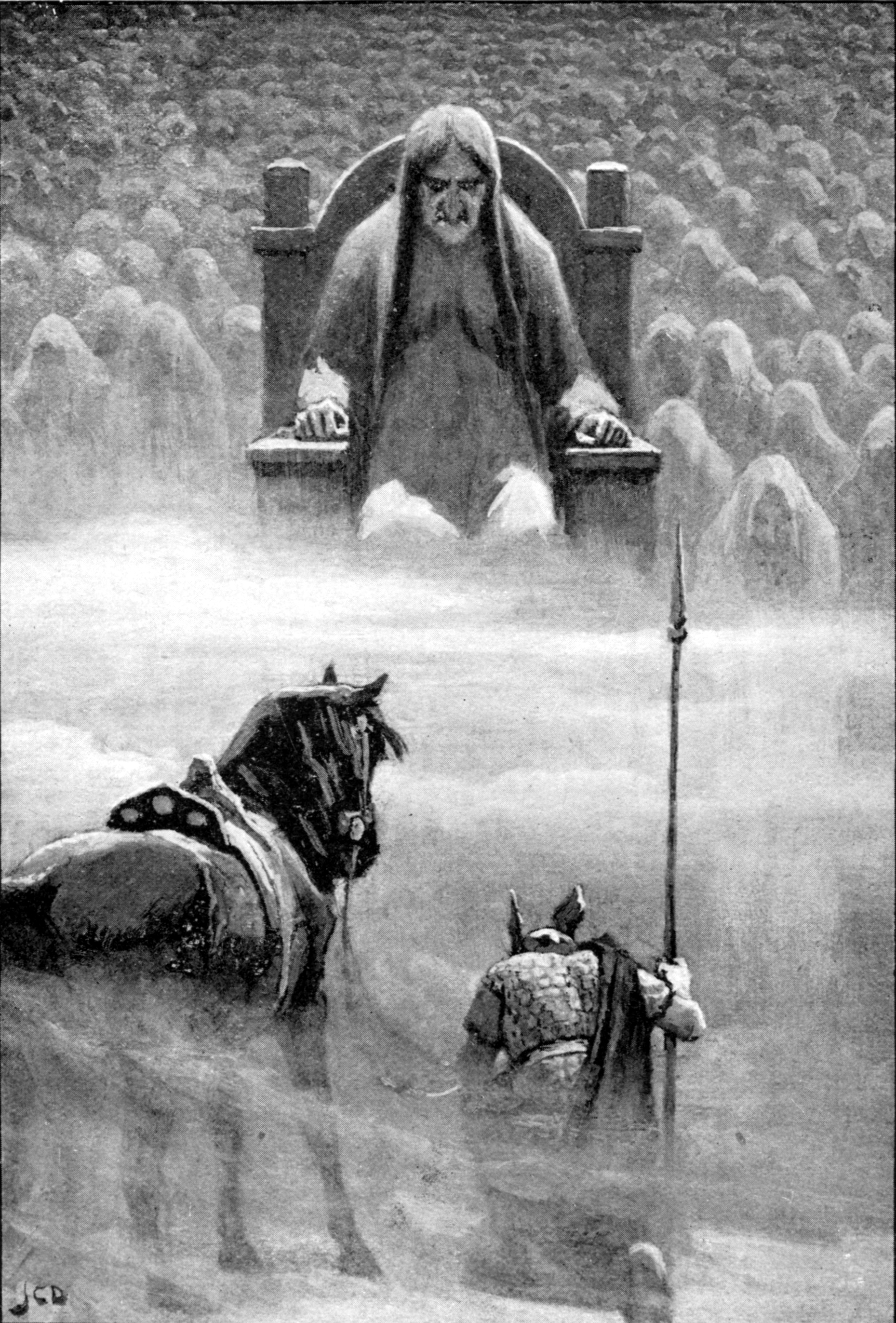
Hermóðr davant Hel (1909), per Hélène Adeline.

A la mitologia nòrdica, Hel, la ubicació, comparteix nom amb Hel, una figura femenina associada amb la ubicació. Per evitar la confusió entre els dos, una sèrie de textos literaris sovint anomenen aquest inframon Helheim (de l'antic nòrdic Heima o heimr, "casa", "regió", "morada"). A fonts antigues islandeses es donen diferents descripcions d'Hel i diverses figures es descriuen com sent enterrades amb els elements que facilitin el seu viatge a Hel després de la seva mort. A la Edda poètica, Brynhildr viatja a Hel després de descriure la seva mort i Odin, encara que viu, també visita Hel sobre el seu cavall Sleipnir. A la Edda prosaica de Snorri Sturluson, Baldr va a Hel després de mort i, posteriorment, Hermóðr utilitza Sleipnir per intentar recuperar-lo. Les "sabates de Hel" es descriuen a la saga de Gisla.

## Etimologia
En nòrdic antic la paraula Hel deriva del proto-germànic *khalija, que significa "el que encobreix o amaga alguna cosa", que al seu torn deriva de l'idioma Proto-Indo-Europeu *kel-, que significa "amagar". El cognat en anglès és la paraula infern, Hell, que ve de l'Antic anglès en les seves formes hel i helle. Els termes relacionats són a l'Antic Frisi, helle, a l'alemany Hölle i al gòtic halja. Altres paraules més allunyades en llengua anglesa inclouen forat (hole), buit (hollow), passadís (hall) i casc (helmet) o cèl·lules (cells), totes de l'arrel indoeuropea esmentada, *kel-.
La paraula Hel es troba en les paraules i frases relacionades amb la mort, com Helför ("Hel-viatge", un funeral) i Helsótt ("Hel-malaltia" una malaltia mortal).

## Els documents

### Edda poètica
En referència a Hel, en el poema Völuspá, la völva afirma que Hel jugarà un paper important al Ragnarök. La völva estableix que el cloqueig "d'un gall vermell dels salons de Hel" és un dels tres galls que indiquen un dels esdeveniments inicials de Ragnarök. Els altres dos són Fjalar de Jotunheim i Gullunkambi al Valhalla.
Al Grímnismál estrofa 31, Hel apareix com a existent per sota d'una de les tres arrels de l'arbre del món Yggdrasil. Les altres dues van a Jötunheim i a la Humanitat (el Midgard). A Guðrúnarkviða I Herborg parla del seu dolor en tenir preparats els arranjaments del funeral de diversos membres de la seva família, els seus fills i els seus marits, i ho va descriure com "l'organització del seu viatge a Hel."
En el breu poema Helreið Brynhildar, Hel és directament un lloc del títol, que es tradueix en "la cavalcada de Brunilda al Hel." Mentre condueix per una carretera a la frontera d'Hel en un carro luxós (el seu cadàver va ser cremat dins), Brynhildr es troba amb una geganta morta en un túmul que pertany a ella. Això dona lloc a un acalorat intercanvi, durant el qual Brynhildr parla de la seva vida.
A Baldrs draumar, Odin passeja a la vora d'Hel per investigar els malsons que Baldr ha tingut. Ell porta a la vida el cadàver d'una völva. Odin es presenta sota un nom fals i demana informació a la völva en relació amb els somnis de Baldr. La völva prediu a contracor profecies sobre els successos del Ragnarök.
El poema dona alguna informació relativa a la ubicació geogràfica d'Hel en paral·lel a la descripció de la Edda prosaica, que pot estar relacionada amb el fet que no es va incloure en el Codex Regius sinó que és una addició posterior. Niflhel és esmentat com als afores d'Hel. La sagnant Garmr fa acte de presència, i manté una trobada amb Odin durant la cavalcada d'Odin a Hel. Odin segueix per la carretera i s'apropa a Hel, que es descriu com el "gran saló d'Hel". Allà va fins a la tomba de la völva prop de les portes orientals, on les descripcions d'Hel acaben.

### Edda prosaica
A la Edda prosaica més informació detallada es dona sobre la localització, incloent una descripció detallada d'una regió després de la mort del déu Baldr. Snorri fa una descripció d'Hel a la Edda prosaica no estan corroborades fora de Baldrs draumar, que no apareix en l'original Codex Regius però és una addició posterior que sovint s'inclou en les edicions modernes de l'Edda prosaica.

#### Gylfaginning

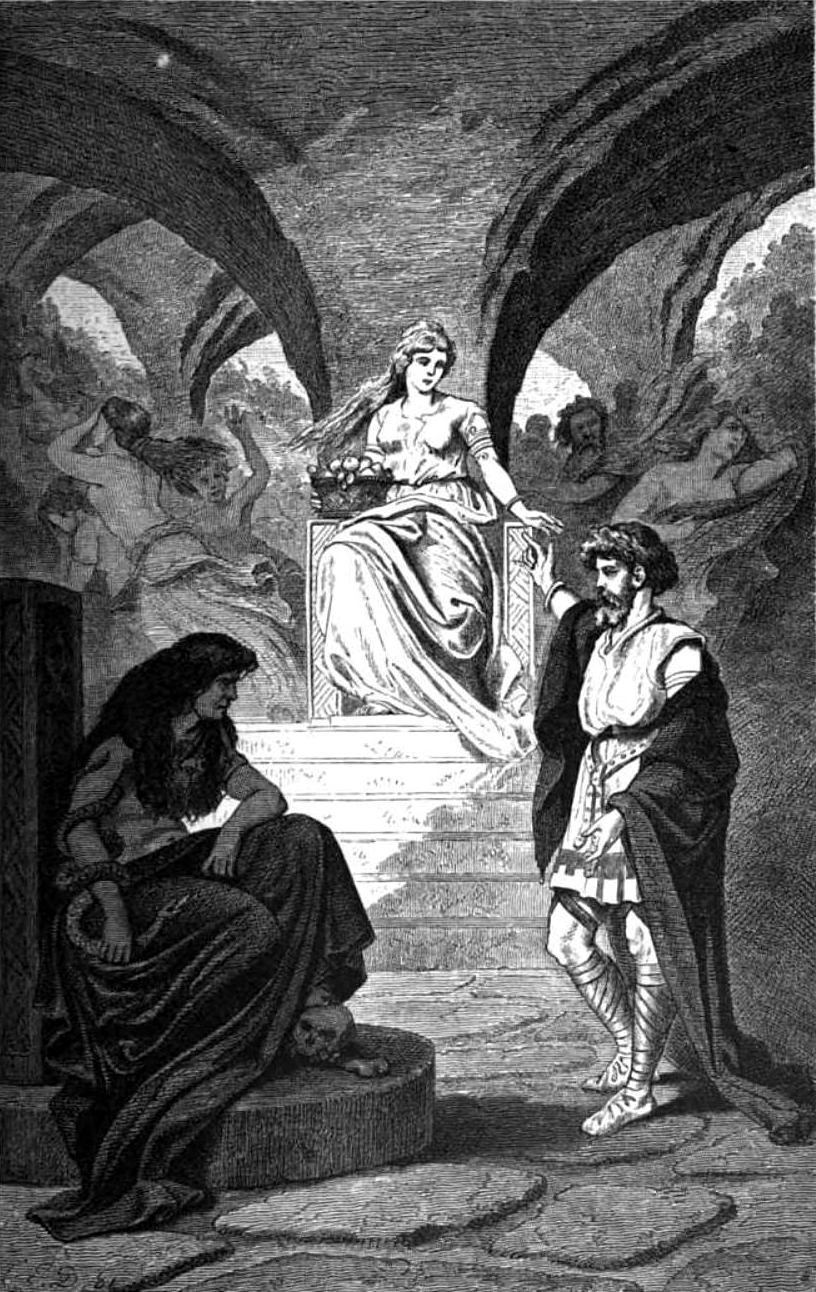
Heimdal demana a Hel que Iðunn retorni de l'Inframon (1882), per Wilhelm Wägner

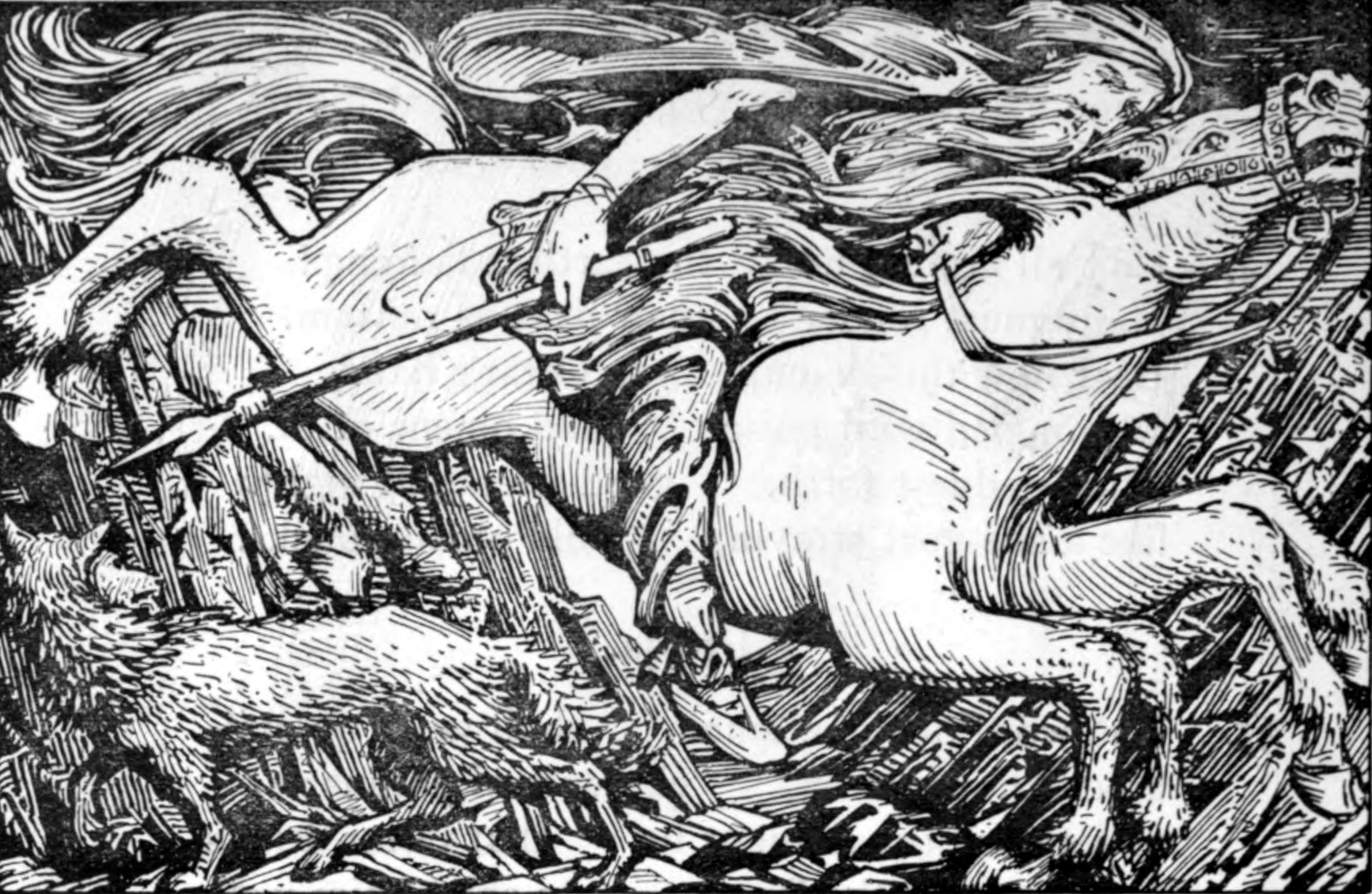
"Odin cavalca al Hel" (1908) per W. G. Collingwood.

En el llibre Gylfaginning, Hel s'introdueix en el capítol 3 com un lloc on "els dolents" van a morir, fins a Niflhel. El capítol detalla que Hel es troba és el novè lloc dels Nou Mons.
En el capítol 34, Hel, l'ésser, s'introdueix. Snorri escriu que Hel va ser llançada al mateix Hel per Odín qui "la va fer governadora sobre el novè món." Snorri escriu a més que Hel es troba a Niflheim. Aquí es relata que ella podia donar allotjament i regals a qui ha mort per malaltia o vellesa. Una gran sala és descrita com existent a Niflheim, propietat d'Hel, amb enormes murs i portes, Éljúðnir. Dins d'aquesta sala es descriu com Hel té un servent, un esclau i diverses possessions.
Al final del capítol 49 es descriu la mort de Baldr i Nanna. Hermóðr, que es descriu com el germà de Baldr en aquesta font, es disposa a cavalcar a Hel per recuperar a Baldr, ja mort Per entrar a Hel Hermóðr cavalca pels Nou mons a través de "valls tan profundes i fosques que no veia res", fins que arriba al riu Gjöll ("Soroll") i el pont de Gjöll. El pont es descriu com tenint un sostre d'or brillant. Hermóðr procedeix a creuar-lo. Hermóðr allà es troba amb Móðguð, que és el guardià del pont ("Guerrer furiós").
Móðguð parla a i comenta que els ecos del pont sota d'ell no és més que el grup de cinc persones que acabaven de passar. Aquesta és una referència a Baldr, Nanna i els que van ser cremats a la pira funerària com passant pel pont a la mort. Móðguð també diu que els morts a Hel apareixen amb un color diferent del de la vida i li diu que per arribar a Hel ha d'anar "cap a baix i cap al nord", on trobarà el camí a Hel.
Continuant pel camí a Hel, Hermóðr troba la Porta d'Hel. Hermóðr remunta, esperona Sleipnir, i els dos salten molt per sobre d'ella. Hermóðr avança més enllà de les portes abans d'arribar a la sala, desmunta i entra. Allà Hermóðr veu Baldr assegut en un "lloc d'honor" i Hermóðr passa una nit a Hel. L'endemà, Hermóðr pressiona a Hel, la deessa, perquè Baldr s'anés d'allí. Hel li fa una oferta i després Baldr el porta fora de la sala. Baldr dona a Hermóðr diversos regals, de Nanna i ell mateix, per dur als Aesir. Hermóðr després torna pel camí de tornada a la terra dels vius. L'oferta d'Hel no es compleix i, en el capítol 50, Loki és culpat del fet que Baldr es quedi a Hel.
En el capítol 53 Hel s'esmenta per última vegada a la Edda prosaica. En aquest cas, Höðr i Baldr s'esmenten com tornant de Hel en un nou món post-Ragnarök:
| Því næst koma þar Baldr ok Höðr frá Heljar, setjask þá allir samt ok talask við ok minnask á rúnar sínar ok rœða of tíðindi þau er fyrrum höfðu verit, of Miðgarðsorm ok um Fenrisúlf. - Eysteinn Björnsson's edition Arxivat 2009-04-26 a Wayback Machine. | "Després Baldr vindrà allà, i Höðr, d'Hel, llavors tots s'asseuran junts Tindran paraules els uns amb els altres, i portaran a la ment la seva saviesa secreta, i parlaran dels esdeveniments que han succeït abans, de la Serp de Midgard i el llop Fenrir" |  |

### Gesta Danorum
El llibre I de Gesta Danorum conté un relat del que sovint s'ha interpretat com un viatge a Hel. Si bé al sopar el rei Hadingus és visitat per una dona que porta tiges d'acònit que li pregunta si sap on creixen aquestes herbes fresques a l'hivern. Hadingus vol saber, de manera que la dona el cobreix amb el seu mantell, el tira a terra i s'esvaeixen. Saxo raona que els déus volien que Hadingus visqués en carn pròpia on anirà quan mori.
Els dos penetren un núvol fosc i boirós i després continuen per un camí desgastat per l'ús. Els dos veuen homes vestits amb túniques d'aspecte ric i nobles vestint de porpra. Finalment arriben a les regions assolellades on la dona presenta a Hadingus on creixen les herbes.
Hadingus i la dona continuen fins que arriben a un riu d'aigua blava-negre que es mou ràpidament, ple de ràpids i ple de diverses armes. Creuen el pont i veuen dos exèrcits reunits, "molt aparellats". Hadingus pregunta a la dona sobre la seva identitat, i ella respon que són homes que han trobat la mort per l'espasa i que representen una imatge eterna de la seva destrucció en intentar igualar l'activitat de les seves vides passades.
Més enllà troben un mur que no poden travessar. La dona intenta saltar per sobre d'ell però malgrat el seu cos prim i arrugat, no pot. La dona treu el cap d'un gall que portava i el tira per sobre del mur. L'ocell canta immediatament, ha tornat a la vida. Hadingus torna amb la seva dona, i rebutja una amenaça dels pirates.

## Teories
Hilda Ellis Davidson comentant l'única descripció de Snorri d'Hel a l'Edda prosaica, afirma que "sembla probable que la descripció de l'Inframon de Snorri és principalment la seva pròpia obra" i que la idea que gent que ha mort de malaltia i vellesa entrés a Hel pot haver estat un intent per part de Snorri de conciliar la tradició amb la seva descripció del Valhalla, citant que "la relació detallada d'Hel" que Snorri dona és la de Baldr entrant al Hel sense morir de vell o malaltia.
Davidson escriu que per la seva descripció d'Hel Snorri va fer-la possiblement aprofitant una "font de riquesa" desconeguda per a nosaltres, encara que no va poder haver-li dit molt sobre la ubicació a part que era una sala i que la descripció de Snorri d'Hel a vegades pot ser influenciada pels ensenyaments cristians sobre la vida futura.